# Joan Massagué Solé

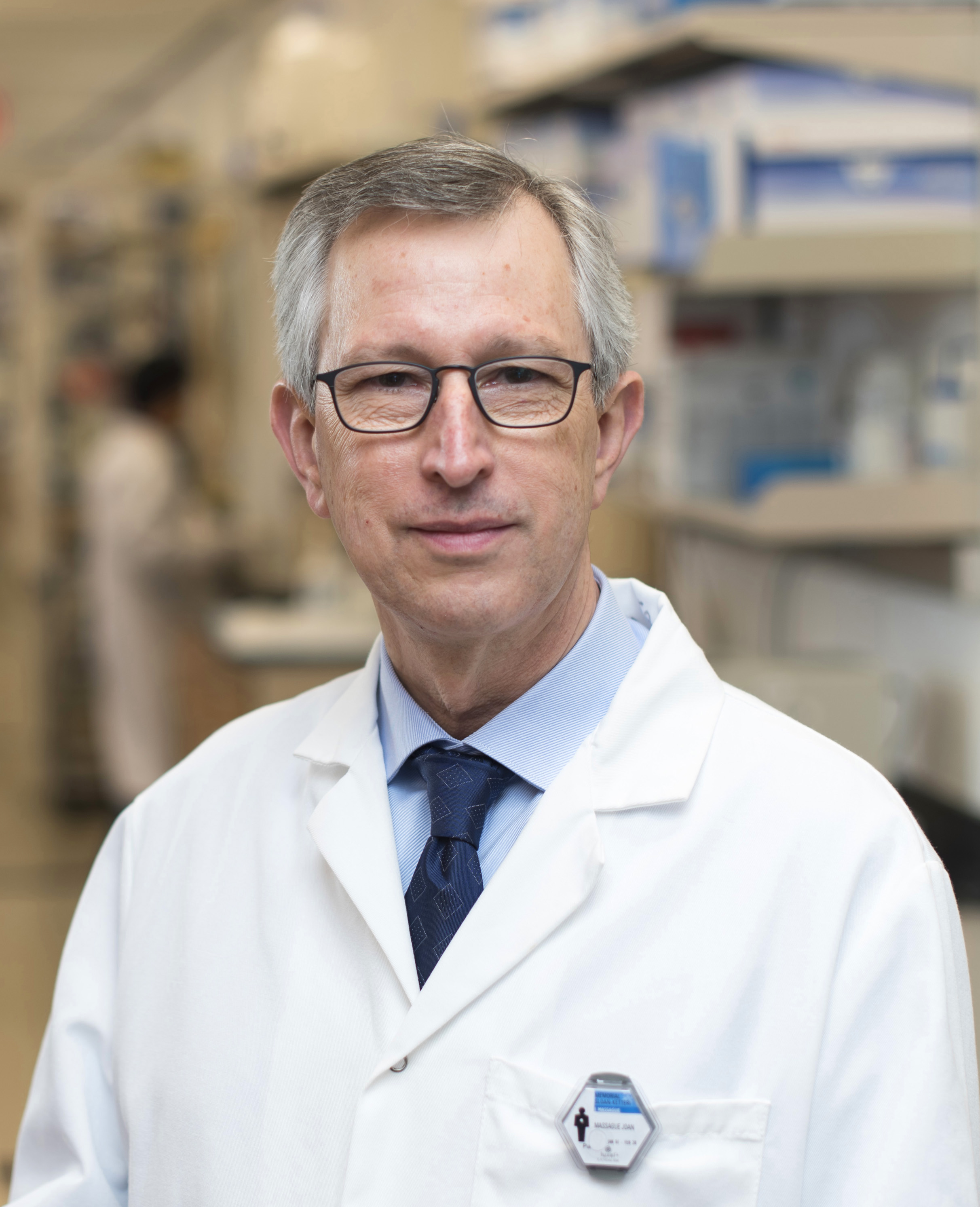
Joan Massagué Solé

Joan Massagué Solé, född 30 april 1953 i Barcelona, är en spansk forskare av katalansk börd som är verksam i USA. Han doktorerade 1978 i farmaci och biokemi vid Barcelonas universitet på en avhandling med titeln ”Regulació hormonal del metabolisme hepàtic del glicògen: efectes del glucagó, l'epinefrina i la insulina” (”Hormonell reglering av leverns glykogen-metabolism: effekter av glukagon, adrenalin och insulin” ) med Professor Joan J. Guinovart som handledare. Man kan notera att avhandlingen inte skrevs på spanska utan på katalanska. Under Francisco Francos regim i Spanien var katalanska förbjudet och tilläts först efter hans död 1975. Massagués avhandling från 1978 var den första som publicerades på katalanska.  Mellan 1979 och 1982 var han postdoctoral fellow vid Michael P. Czech’s laboratorium vid Brown University, Providence, RI, där han studerade insulin-receptorns struktur och funktion. 1982 blev  assistant professor i biokemi vid University of Massachusetts Medical School i Worcester, MA, där han påbörjade sina studier av cellers tillväxtkontroll, speciellt tillväxtfaktorn transforming growth factor-beta och  den, namnet till trots, helt orelaterade tillväxtfaktorn transforming growth factor-alfa. År 1989 rekryterades Massagué till Memorial Sloan-Kettering Cancer Center, i New York City, som Alfred P. Sloan ordförande för  Sloan-Kettering Institute’s Cellbiologi-program och utsågs år 2003 till ordförande för Cancerbiologi- och Genetik-programmet.  Han är dessutom executive director för Memorial Sloan-Kettering’s ”Alan and Sandra Gerry Metastasis and Tumor Ecosystems Center”. Massagué har under sin karriär mottagit en mängd priser och utmärkelse av vilka bland annat kan nämnas Merit Grant Award från National Institutes of Health (2005), Vilcek-priset (2006) och Pezcoller Foundation-AACR International Award for Cancer Research (2016).
Joan Massagué har genom sin forskning starkt bidragit till vår förståelse av hur tillväxtfaktorn transforming growth factor beta signalerar och hur den är involverad i olika former av cancer. På senare år har hans forskning fokuserat på de molekylära mekanismerna bakom metastasering av cancertumörer. Han har skrivit fler än 300 originalartiklar och ett 60-tal översiktsartiklar samt har ett h-index på 168. 
Joan Massagué är en internationellt erkänd ledare inom forskning både kring metastasering och kring hur tillväxtfaktorer reglerar cellers fysiologi. Att Joan Massagué tillhör de främsta medicinska forskarna i vår tid återspeglas även i att Thomson Reuters 2007 rankade Joan Massagué som en av de starkaste kandidaterna till det årets Nobelpris i medicin eller fysiologi.